# Ocrepeira rufa
Ocrepeira rufa är en spindelart som först beskrevs av O. Pickard-Cambridge 1889.  Ocrepeira rufa ingår i släktet Ocrepeira och familjen hjulspindlar. Inga underarter finns listade i Catalogue of Life.